# Tarca (folyó)
A Tarca (szlovákul Torysa, németül Törz) a Hernád bal oldali mellékfolyója Kelet-Szlovákiában. A Lőcsei-dombságban, Tarcafő (Torysky) községtől északnyugatra ered, majd előbb északnak és keletnek fordul. Ezután nagy kanyarral délre veszi az irányt. Keresztülfolyik Berzevice (Brezovica nad Torysou), Héthárs (Lipany), Kisszeben (Sabinov), Nagysáros (Veľký Šariš) településeken és Eperjes (Prešov) városán és Kassa (Košice) városától délkeletre, a Kassai-medencében, Alsóhutka (Nižná Hutka) község alatt ömlik a Hernádba.
A Tarca teljes hossza 129 kilométer, vízgyűjtő területe 1349 km². Átlagos vízhozama 8,2 m³/s.

## Mellékvizei
Balról a Litinye-, a Szekcső- és a Delnye-patak, jobbról a Szalóki-patak.